# Ricardo Orsini
Ricardo Orsini fue un señor de Roma que se casó con una hija de Margaritone de Brindisi, almirante de Sicilia que desde 1185 se había apoderado de las islas bizantinas de Cefalonia y Zacinto, y se intitulaba Señor y conde palatino. Margaritone fue encarcelado en el 1197 y murió en prisión, por lo que sus derechos a Cefalonia y Zacinto pasaron a su hija pequeña, casada con el susodicho, que de hecho administraba el condado desde 1192.
Ricardo tuvo dos hijos y varias hijas: el mayor fue Mateo I Orsini. Otro fue Teodoro, que fue patriarca de Antioquía con el nombre de Teodosio, y murió después de 1264.
- Datos: Q3566338